# Багрданска клисура
Багрданска клисура представља сужење у композитној долини Велике Мораве близу села Багрдан, по којем је и добила назив. Клисура дели Поморавље на Горњевеликоморавску и Доњевеликоморавску котлину. Дугачка је 14,5 km, а широка 1,2-3 km и усечена у шкриљцима. Клисура је јединствена по томе што представља домну епигенију.
Кроз Багрданску клисуру пролазе железничка пруга и ауто-пут Београд-Ниш (Ауто-пут Е-75).